# مقاطعة كلايبيدا
مقاطعة كلايبيدا. هي واحدة من عشر مقاطعات في ليتوانيا، تقع في غرب البلاد وهي المقطاعة الوحيدة الذي لديها ساحل، عاصمتها كلايبيدا، في 1 تموز 2010، ألغت إدارة المحافظة، ومنذ ذلك التاريخ، مقاطعة كلايبيدا وحدة إحصائية وإقليمية.